# ساول راميريز
ساول راميريز (بالإسبانية: Saúl Ramírez)‏ هو لاعب كرة قدم مكسيكي، ولد في 29 سبتمبر 1998 في ماردة في المكسيك.